# Marco Kaviedes Micolta
Marco Antonio Kaviedes Micolta (Guayaquil, 9 de mayo de 1995) es un futbolista ecuatoriano. Es hijo adoptivo de Jaime Iván Kaviedes, quien lo encontró cuando tenía 5 años.

## Trayectoria
A los 7 años de edad estuvo inscrito en la Academia Alfaro Moreno. En 2012 forma parte de Aucas, el 2013 pasa a Espoli, club en el que debuta en la Serie B de Ecuador. En 2014 juega en la Serie A de Ecuador en el equipo dirigido por Álex Aguinaga, Liga de Loja, jugando junto a su padre adoptivo Iván Kaviedes. Tuvo una propuesta para jugar en Europa, en el Villarreal B, pero lo contrató Emelec. El 2015 tiene un paso por Águilas de Santo Domingo, donde también jugó con su padre.

## Selección nacional
En 2014 fue convocado a un microciclo de la Selección de fútbol de Ecuador Sub-20.